# Пиллман, Брайан (младший)
Брайан Закари Пиллман (англ. Brian Zachary Pillman, род. 9 сентября 1993, Эрлангер, Кентукки) — американский рестлер, в настоящее время выступающий в WWE на бренде NXT под именем Лексис Кинг (англ. Lexis King), где является действующим обладателем кубка наследия NXT.
Он также известен по выступлениям в All Elite Wrestling (AEW) и Major League Wrestling (MLW) под именем Брайан Пиллман-младший. Пиллман — рестлер второго поколения, так как он сын рестлера Брайана Пиллмана.

## Ранняя жизнь
Пиллман учился в средней школе «Дикси Хайтс» в Эджвуде, Кентукки, где играл в американский футбол. Он окончил школу в 2011 году и продолжил свое образование в колледже.

## Карьера в рестлинге

### Независимые промоушны (2017—2021)
В феврале 2017 года Пиллман объявил, что пойдет по стопам своего отца и станет рестлером. Его тренировал Лэнс Шторм в своей школе, Storm Wrestling Academy, в Калгари, Альберта, Канада.
Пиллман провел свой дебютный матч в Combat Zone Wrestling 28 января 2018 года на Dojo Wars 162 против Майка Деля за чемпионский титул «Медаль за отвагу» CZW. В матче Пиллман потерпел поражение болевым. Пиллман проведет еще один матч в CZW, в командном матче, объединившись с Тедди Хартом, против Энтони Беннета и Джимми Ллойда на Super Show V 26 января.
Пиллман выступал в ряде независимых промоушенов до 2021 года, пока не подписал контракт с All Elite Wrestling.

### Major League Wrestling (2018—2020)
В конце 2018 года Пиллман подписал контракт с Major League Wrestling (MLW). Когда он только пришел, его наставлял соперник его отца по World Championship Wrestling Кевин Салливан. Затем он отвернулся от Салливана и объединился с Тедди Хартом и Дэйви Бой Смитом-младшим, создав «Основание Хартов новой эры». Это произошло в закулисном сегменте, где Пиллман напал на Салливана с тростью, вызвав у Салливана кровотечение. 9 июля 2021 года стало известно, что Пиллман больше не работает с MLW, так как его контракт истек.

### All Elite Wrestling (2019—2023)

#### Ранние появления (2019)
В мае 2019 года Пиллман был участником боя на первом в истории шоу All Elite Wrestling под названием Double or Nothing. В июле 2020 года — после закрытия MLW из-за пандемии COVID-19 — Пиллман начал выступать в All Elite Wrestling (AEW), участвуя как в главном шоу Dynamite, так и в онлайн-шоу Dark. Пиллман по-прежнему работает по контракту с MLW, но ему разрешено работать и в AEW. Свое возвращение на ринг он совершил 7 июля в эпизоде Dark, проиграв Шону Спирсу. После этого Пиллман использовался в основном как талант усиления, проигрывая Брайану Кейджу и Эдди Кингстону.

#### Универские блондины (2020—2023)
В конце июля Пиллман начал работать в команде с новичком AEW Гриффом Гаррисоном, который до сих пор выступал в основном на Dark. Пиллман и Гаррисон дебютировали на главном шоу в командном матче в с Джоуи Джанелой и Сонни Киссом против «Мясника и Лезвия» и «Луча-братьев». Команда не смогла одержать победу ни на одном из шоу до эпизода Dark от 25 сентября, когда они победили Сезара Бонони и Дэвида Али, что стало их первой победой как команды. После первой победы у команды началась вторая месячная полоса поражений, которая закончилась после победы над Шоном Малутой и Алексом Чемберленом в эпизоде Dark от 3 ноября. К началу декабря Пиллман и Гаррисон приняли название команды «Универские блондины», в честь отца Пиллмана. 11 мая 2021 года Джулия Харт начала объединяться с «Блондинами» и с тех пор выступает вместе с ними. 12 июля 2021 года Пиллман подписал контракт с All Elite Wrestling, став официальным членом ростера.

### WWE

#### NXT (с 2023)
В конце августа 2023 года Пиллман он был официально объявлен как рестлер NXT, а в сентябре начали выходить видеоролики, рекламирующие его дебют, в которых ему изменили имя на Лексис Кинг.

## Титулы и достижения
- Cauliflower Alley Club
  - Награда восходящей звезде (2020)[13]
- International Wrestling Cartel
  - IWC Super Indy Championship (1 раз)[14]
- KFW Wrestling
  - Чемпион KFW (1 раз)[15]
- Major League Wrestling
  - Командный чемпион мира MLW (1 раз) — с Тедди Хартом и Дэйви Бой Смитом-младшим
  - Новичок года (2018)
- Ohio Valley Wrestling
  - Чемпион OVW в тяжёлом весе (1 раз)[16]
- Pro Wrestling Illustrated
  - Новичок года (2019)[17]
  - № 140 в топ 500 рестлеров в рейтинге PWI 500 в 2020
- Supreme Wrestling
  - Supreme Mid America Heavyweight Championship (1 раз)[18]
- Warrior Wrestling
  - Чемпион Warrior Wrestling (1 раз)[19][20]
- World Class Wrestling Outlaws
  - Чемпион WCWO в тяжёлом весе (1 раз)
- WWE
  - Кубок наследия NXT (1 раз)